# Catalina Foothills
Catalina Foothills é uma Região censo-designada localizada no estado americano do Arizona, no Condado de Pima.

## Demografia
Segundo o censo americano de 2000, a sua população era de 53.794 habitantes.

## Geografia
De acordo com o United States Census Bureau tem uma área de 115,5 km², dos quais 115,2 km² cobertos por terra e 0,3 km² cobertos por água.

## Localidades na vizinhança
O diagrama seguinte representa as localidades num raio de 24 km ao redor de Catalina Foothills.